# Suessenguthia trochilophila
Suessenguthia trochilophila là một loài thực vật có hoa trong họ Ô rô. Loài này được Merxm. miêu tả khoa học đầu tiên năm 1953.